# کول-سو
کول-سو (به لاتین: Köl-Suu) یک دریاچه در قرقیزستان است.